# Цитринець
Цитринець, лимонниця звичайна або палист крушиновий (Gonepteryx rhamni) — вид метеликів родини Біланові (Pieridae).

## Поширення
Лимонниця мешкає майже по всій Європі, її ареал сягає південної частини Скандинавського півострова. Лимонницю можна зустріти в помірному поясі Азії до узбережжя Тихого океану і на північному сході Африки.
Зустрічається в рідкостійних лісах, в тому числі і хвойних, на лісових просіках, заливних луках, в парках і садах. У горах піднімається на висоту до 2000 метрів над рівнем моря.

## Опис
Довжина переднього крила 26-31 мм. На півдні ареалу до 33 мм (форма Gonepteryx Rhamni ф. Meridionalis). Розмах крил до 52-60 мм. Крила самці яскраво-жовті, передня пара злегка вирізана з боків, на задній парі видно невеликі вирости. У самок верхній бік крила зеленувато-жовтий. На крилах є 4 оранжево-червоних плями. Черевце і груди темні, чорно-сірі, густо опушені довгими білими волосками.

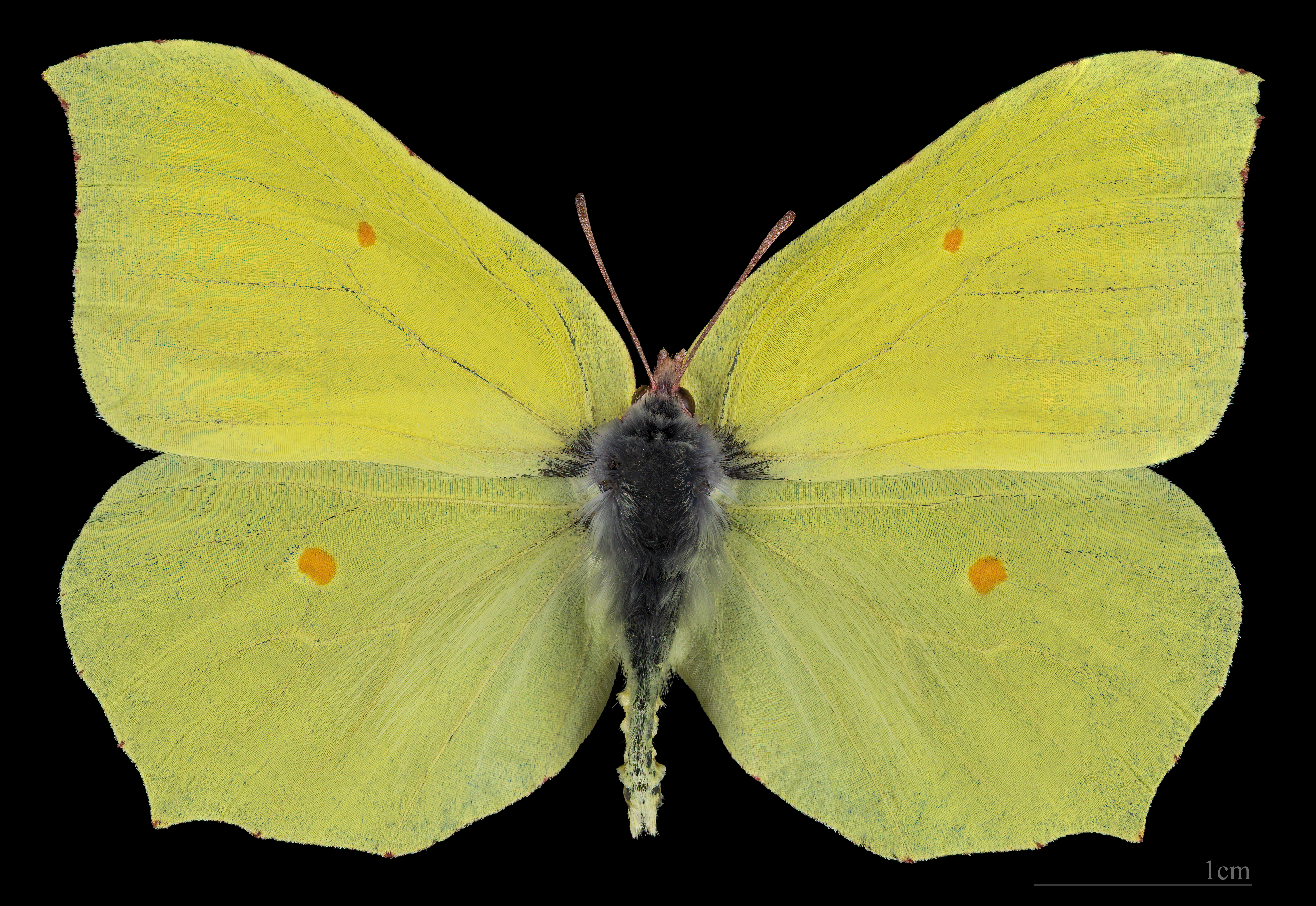
Gonepteryx rhamni ♂
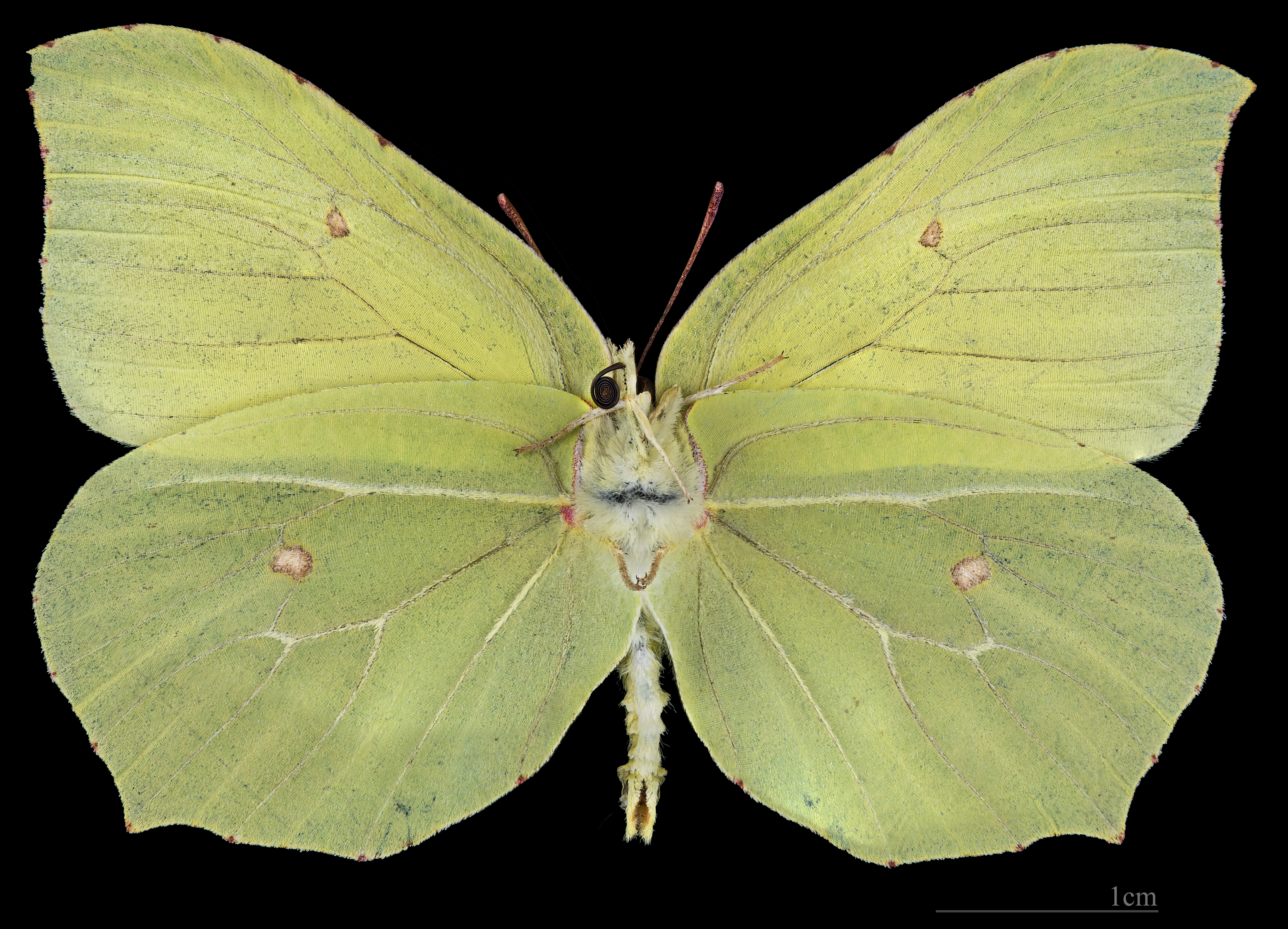
Gonepteryx rhamni ♂  △
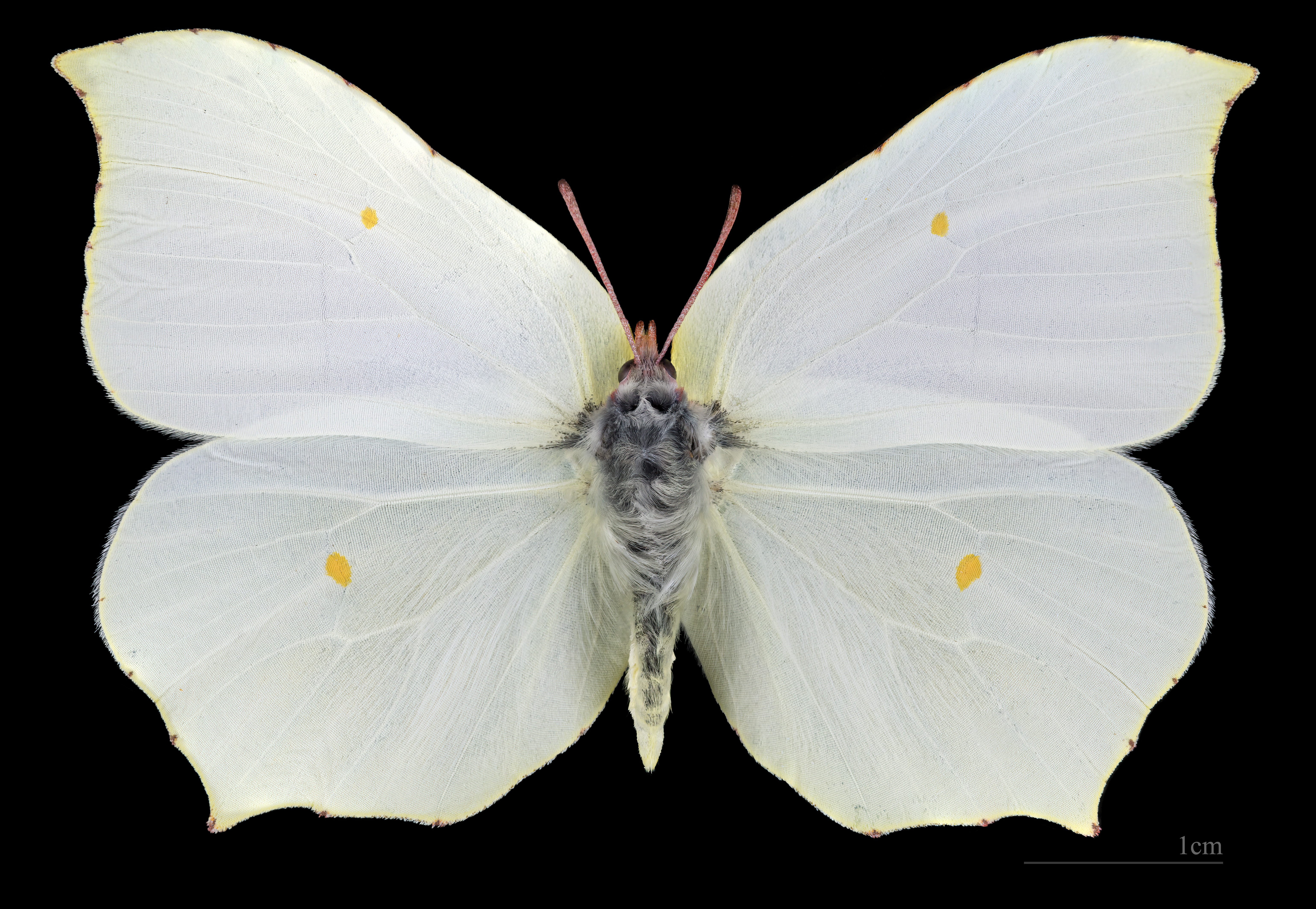
Gonepteryx rhamni ♀
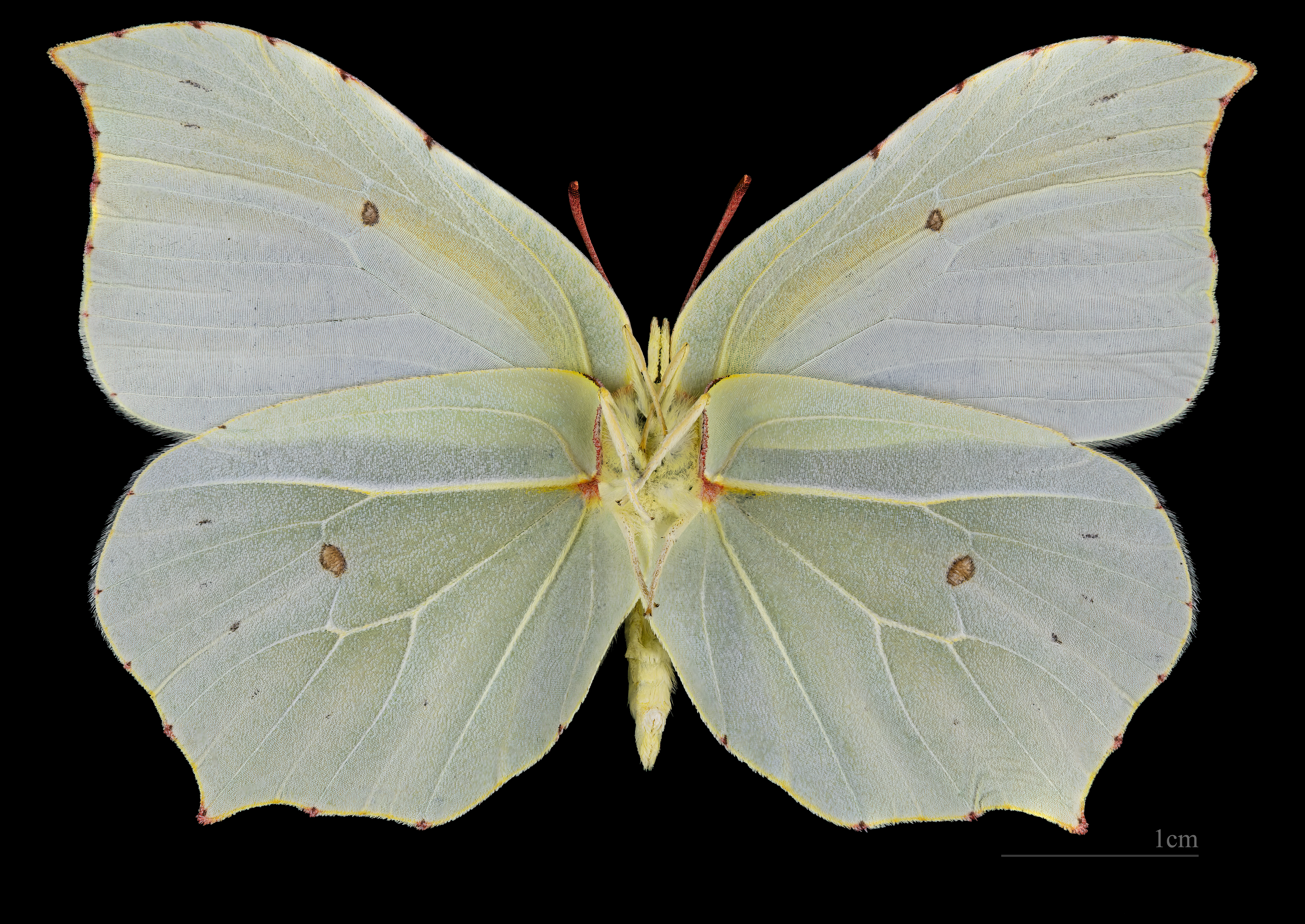
Gonepteryx rhamni ♀ △

Гусениці вилуплюються в червні. Забарвлення матово-жовте, світліше з боків, з матовою смужкою над ногами. Молоді гусениці склетирують листя, старшиі покоління обгризають їх, починаючи з вершини по боках від серединної жилки. Стадія гусениці триває близько 4 тижнів. Тривалість стадії залежить від метеорологічних умов — при похмурій, холодній і сирій погоді розвиток сповільнюється, при сухій і сонячній — навпаки прискорюється. Кормові рослини — крушина (Frangula) та Rhamnus cathartica.
Цитринці часто зимують під плющем. Світле зеленувате забарвлення нижньої частини крил і товсті прожилки забезпечують метеликові добре маскування.
Спосіб прийому їжі: лимонниця занурює свій довгий хоботок до самого дна вінчика квітки і п'є солодкий нектар. При нагоді вона також збирає пилок з рослини, який пізніше переносить на іншу квітку. Таким чином вона бере участь в запиленні рослин.

## Спосіб життя
Дорослі метелики п'ють нектар та різні органічні рідини, гусінь поїдає листя жостеру. Цитринець живе значно довше, ніж більшість метеликів. Наприкінці літа й восени він посилено годується, щоб зробити необхідні енергетичні запаси і пережити довгу зиму. Навесні виходить зі сплячки. Життєвий цикл лимонниці не схожий на життєвий цикл інших метеликів. Вона літає дуже довго і вважається довгожителем серед метеликів. Лимонниці живуть приблизно 9 місяців. Щоб пережити довгу зиму, вони роблять енергетичні запаси. Восени лимонниці знаходять приховане від вітру місце, зазвичай у чагарниках плюща, де впадають у стан заціпеніння, що нагадує зимівлю. У виключно сонячні і теплі зимові дні лимонниці можуть прокинутися від зимового заціпеніння і літати над сніговими заметами. М'яка зима створює метеликам додаткові труднощі, оскільки вони витрачають більше енергії. Зазвичай лимонниці починають літати тільки в середині березня. У цей час самці починають шукати самок. Навесні можна спостерігати шлюбні польоти цих метеликів. Самка летить попереду, а самець слідує за нею, зберігаючи постійну дистанцію. Запліднені самки відкладають яйця. Гусениці, що вилупилися з яєць, 3-7 тижнів живляться, декілька разів линяють, поки не настане час перетворення на лялечку. Період розвитку лялечки залежить від погоди. На півдні метелики з'являються на початку літа.
Лимонниця більше, ніж інші види метеликів, любить сонце. Перш ніж піднятися в небо, вона довго гріється у сонячних променях. Якщо сонце сховається за велику хмару, то лимонниці сідають на рослини. Рано ввечері ці красиві метелики починають шукати місце, придатне для ночівлі. Різниця у забарвленні між метеликом, що літає, і метеликом під час відпочинку є дивовижною. Коли вони сідають на рослину і складають крила над тулубом, їхнє яскраво-жовте забарвлення зникає. Нижній бік крил цих метеликів ясно-зелений, а складені крила за своєю формою нагадують листя. Коли лимонниця знов злітає, здається, немов на кущі раптово запалав вогонь сірчано-жовтого кольору. Самка лимонниці має скромніше забарвлення.